# Волошин Руслан Андрійович
Руслан Андрійович Волошин (1992, с. Волосівка, Тернопільська область — 28 грудня 2022, Куп'янський район, Харківська область) — український військовослужбовець, старший солдат 105 ОБрТрО Збройних сил України, учасник російсько-української війни. Кавалер ордена «За мужність» III ступеня (2023, посмертно).

## Життєпис
Руслан Волошин народився 1992 року в селі Волосівка, нині Зборівської громади Тернопільського району Тернопільської области України.
З початком повномасштабного російського вторгнення в Україну — на фронті. Стрілець стрілецької роти 105-ї окремої бригади територіальної оборони Збройних сил України. Загинув 28 грудня 2022 року під час виконання бойового завдання під час здійснення танкового та мінометного обстрілу позицій в Куп'янському районі на Харківщині.
Похований 1 січня 2023 року в с. Підгайчики, де проживав із сім'єю.

## Нагороди
- орден «За мужність» III ступеня (20 січня 2023, посмертно) — за особисту мужність і самовідданість, виявлені у захисті державного суверенітету та територіальної цілісності України, вірність військовій присязі[1].